# Calceolaria moyobambae
Calceolaria moyobambae är en toffelblomsväxtart som beskrevs av Kränzl.. Calceolaria moyobambae ingår i släktet toffelblommor, och familjen toffelblomsväxter. Inga underarter finns listade i Catalogue of Life.